# Joan Báez
Joan Chandos Báez (Staten Island, Nueva York, 9 de enero de 1941), más conocida como Joan Báez, es una cantante, compositora, poeta y activista estadounidense, cuya música folk contemporánea incluía a menudo canciones protesta o de justicia social. Caracterizada por una voz potente, aguda, próxima a la de una soprano, y con un vibrato controlado para potenciar la dramatización de las letras de las canciones, fue una de las mayores figuras de la canción protesta surgida en los años sesenta, al calor de la guerra de Vietnam. Su repertorio abarca también lo tradicional, el country y el pop rock, y además de ser compositora, es considerada como una intérprete del trabajo de otros artistas, habiendo grabado canciones de Allman Brothers Band, The Beatles, Jackson Browne, Leonard Cohen, Bob Dylan, Violeta Parra, Woody Guthrie, The Rolling Stones, Pete Seeger, Paul Simon y Stevie Wonder, entre otros. En los últimos años interpretó canciones de compositores modernos como Ryan Adams, Josh Ritter, Steve Earle y Natalie Merchant.
Báez comenzó su carrera en 1960 y logró un éxito inmediato. Sus tres primeros discos, Joan Baez, Joan Baez, Vol. 2 y Joan Baez in Concert, han sido certificados como discos de oro y estuvieron en las listas de éxitos durante dos años. En la década de 1970, logró nuevos éxitos con su canción "Diamonds & Rust" y con versiones de "There But for Fortune" de Phil Ochs y "The Night They Drove Old Dixie Down" de The Band. Otras canciones asociadas a Báez incluyen "Farewell Angelina", "Love Is Just a Four-Letter Word", "Joe Hill", "Sweet Sir Galahad" y "We Shall Overcome". Interpretó tres de estas canciones en el Festival de Woodstock en 1969, promocionó las canciones de Bob Dylan en su país y mostró su compromiso con el activismo político y social por la no violencia, los derechos civiles, los derechos humanos y la defensa del medio ambiente.
Báez anunció en 2019 su retirada de las actuaciones en vivo con su gira de despedida Fare Thee Well Tour, siendo el último concierto de esta gira el que ofreció en el Teatro Real de Madrid el 28 de julio de dicho año .

## Biografía

### Infancia y familia
Joan Báez nació en Staten Island, Nueva York en 1941. Su padre, Albert Baez, nació en 1912 en Puebla, México, y falleció el 20 de marzo de 2007. Su abuelo paterno, Alberto Baez, dejó el catolicismo para convertirse en pastor metodista y se trasladó a los Estados Unidos cuando su hijo, Albert, tenía dos años. Albert creció en Brooklyn, Nueva York, donde su padre predicaba en una congregación de habla española. Al principio, Albert consideró convertirse en ministro metodista, aunque acabó estudiando Matemáticas y Física, convirtiéndose en coinventor del microscopio de rayos X y en autor de varios libros de Física. Albert rechazó trabajar por convicciones personales en el Proyecto Manhattan para desarrollar la bomba atómica, así como en lucrativos puestos de la industria armamentística, hechos que influyeron en su hija. Durante la infancia de Joan, la familia de Báez se convirtió al culto cuáquero, con cuya tradición Joan ha seguido identificada, en particular por su compromiso con el pacifismo y cuestiones sociales.
Su madre, Joan (Bridge) Baez, conocida como Joan Senior o "Big Joan", nació en Edimburgo, Escocia, hija segunda de un sacerdote anglicano descendiente del duque de Chandos. Big Joan nació en abril de 1913 y falleció el 20 de abril de 2013, pocos días después de cumplir 100 años. Joan Senior y Albert se conocieron en un baile de la escuela secundaria en Madison (Nueva Jersey), y tras contraer matrimonio, se trasladaron a California. Además de Joan, el matrimonio tuvo otras dos hijas: Pauline y Mimi Fariña. Mimi, también música y activista, falleció a causa de un cáncer, en California hacia 2001.
Debido al trabajo de su padre en asistencia sanitaria y con la UNESCO, la familia Báez trasladó su residencia muchas veces, viviendo en ciudades a través de los Estados Unidos así como en Inglaterra, Francia, Suiza, España, Canadá e incluso Irak, donde vivieron en 1951. Joan se involucró a una temprana edad en una amplia variedad de causas sociales, incluyendo los derechos civiles y la no violencia. Según declaró en la serie de la PBS American Masters, la justicia social «es el verdadero centro de mi vida, que se avecina más grande que la música».
En su adolescencia, un amigo suyo le regaló un ukelele, con el cual aprendió a tocar cuatro acordes y comenzó a tocar R&B, la música que solía escuchar en la radio. Sin embargo, sus padres, tenían miedo de que la música le llevara a terrenos como la drogadicción. Con trece años, su tío la llevó a un concierto del músico Pete Seeger, con cuya música Báez se conmovió. Poco después comenzó a practicar las canciones de su repertorio musical y a interpretarlas en directo. Una de sus primeras apariciones públicas fue en un retiro espiritual de Saratoga (California), con un grupo del Templo Beth Jacob, una congregación de Redwood City. Pocos años después, en 1957, Báez compró su primera guitarra acústica.

### Escena musical de Massachusetts
En 1958, su padre aceptó un trabajo en el Instituto Tecnológico de Massachusetts y se trasladó con su familia a la ciudad. En medio de un resurgimiento de la escena folk, Báez comenzó a tocar cerca de su casa en Boston y en Cambridge. También tocó en clubes y acudió a la Universidad de Boston durante seis semanas. En 1958, en el Club 47 de Cambridge, ofreció su primer concierto. Durante el diseño del póster de su concierto, Báez consideró la idea de cambiar su nombre por el de Rachel Sandperl, en homenaje a Ira Sandperl, o por el de María, sobre la base de la canción "They Call the Wind Maria". Sin embargo, optó por no hacerlo, por temor a que la gente la acusara de cambiar su apellido por ser español. Entre el público se encontraban sus padres, su hermana Mimi, su novio y un pequeño grupo de amigos, hasta un total de ocho clientes. Después de cobrar diez dólares, Báez comenzó a realizar conciertos en el mismo club dos veces por semana por 25 dólares el concierto.
Unos meses después, Báez y dos músicos hicieron planes para grabar un álbum en el sótano de la casa de un amigo. Los tres cantaron canciones en solitario y en dúo o trío, y después de que un familiar les diseñase la portada, publicaron el álbum en Veritas Records con el título de Folksingers 'Round Harvard Square. Poco después, Báez conoció a Bob Gibson y a Odetta, dos de los cantantes más relevantes de la escena folk y góspel en la época. Gibson invitó a Báez a tocar en el Festival de Folk de Newport en 1959, donde ambos cantaron a dúo «Virgin Mary Had One Son» y «We Are Crossing Jordan River». Su aparición en el festival le permitió firmar un contrato discográfico con Vanguard Records al año siguiente, después de que Columbia intentara ficharla. «Madonna», el apodo de Báez en aquel momento, se atribuyó a su voz clara y su apariencia física por su largo cabello y su belleza natural.

### Trabajos con Vanguard Records
Su carrera profesional comenzó con su aparición en el Festival de Folk de Newport en 1959, tras la cual grabó su primer álbum para Vanguard, Joan Baez, producido por Fred Hellerman de The Weavers. La colección de canciones folk, baladas y blues acompañada solo por una guitarra acústica obtuvo un buen resultado comercial y fue certificado disco de oro por la RIAA. Joan Baez incluyó baladas infantiles como «Mary Hamilton» y fue grabado en cuatro días en el salón de baile del Manhattan Towers Hotel. El álbum incluyó también la canción «El preso número nueve», interpretada en español y regrabada años después en el álbum Gracias a la vida.

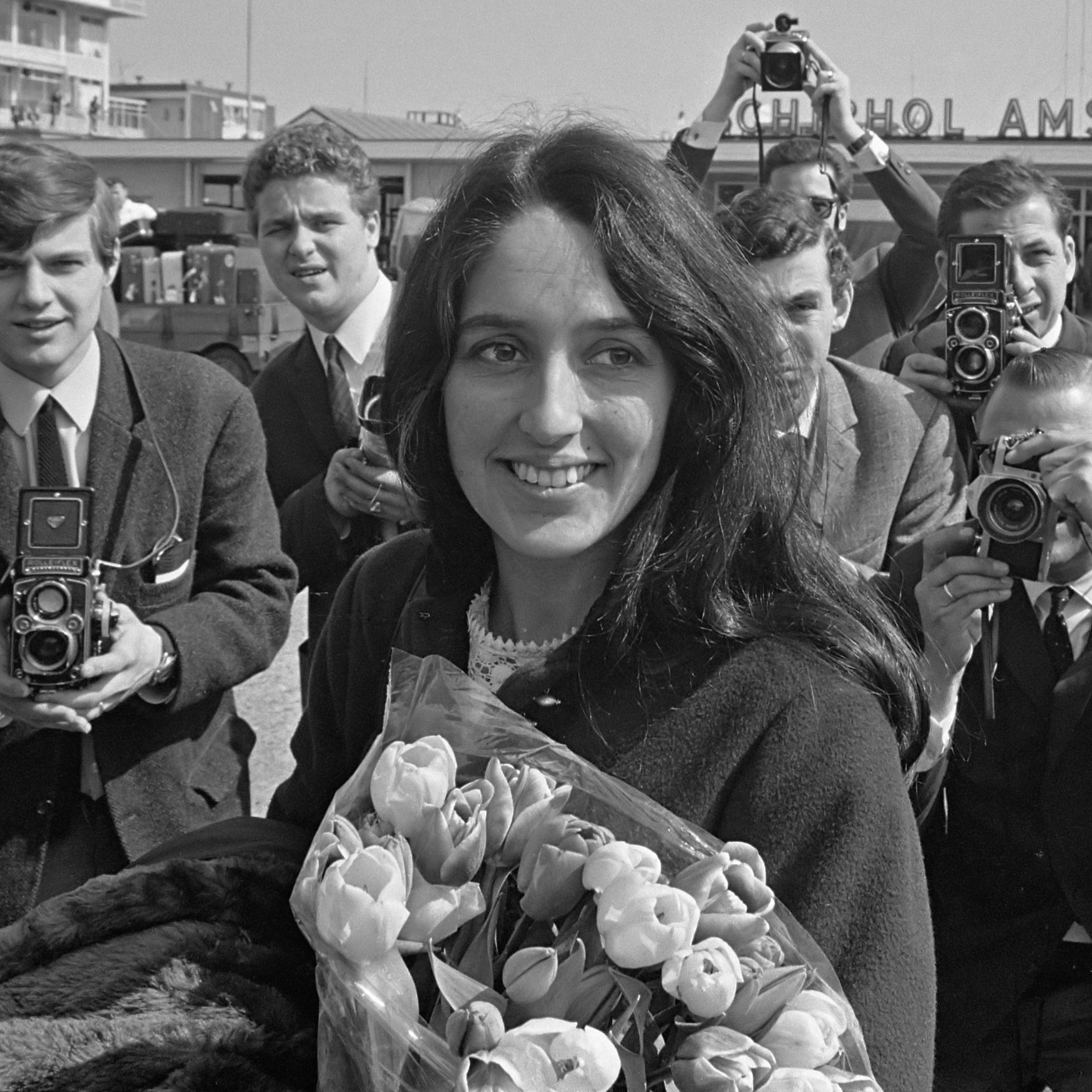
Joan Báez en 1966.

Báez mantuvo el nivel de ventas con sus siguientes trabajos, Joan Baez, Vol. 2 y Joan Baez in Concert. Al igual que su predecesor, Joan Baez, Vol. 2 contuvo material estrictamente tradicional. Sus dos discos en directo, Joan Baez in Concert, Part 1 y Joan Baez in Concert, Part 2, incluyeron canciones nuevas en lugar de versiones de temas antiguos. Entre principios y mediados de la década de 1960, Báez emergió a la vanguardia del renacimiento del folk estadounidense, donde presentó a su público artistas hasta entonces desconocidos como Bob Dylan y fue emulada por músicos como Judy Collins, Emmylou Harris, Joni Mitchell y Bonnie Raitt. En noviembre de 1962, apareció en la portada de la revista Time.
A pesar de ser una artista de álbumes, Báez también grabó sencillos con un notable éxito como «There but for Fortune» de Phil Ochs, top 10 en el Reino Unido. En 1965, con la grabación del álbum Farewell, Angelina, en el que versionó por primera vez canciones de Dylan, introdujo nuevos instrumentos musicales además de la guitarra acústica. Decidida a experimentar para expandir sus horizontes musicales, Báez contactó con Peter Schickele, compositor de música clásica, quien le proporcionó la orquestación de sus tres siguientes discos: Noël (1966), Joan (1967) y Baptism: A Journey Through Our Time (1968). Nöel fue un álbum navideño con villancicos tradicionales, mientras que Baptism fue un álbum conceptual en el que Báez leyó y cantó poemas de célebres poetas como James Joyce, Federico García Lorca y Walt Whitman. Por otra parte, Joan incluyó versiones de artistas por entonces contemporáneos como John Lennon, Paul McCartney, Tim Hardin, Paul Simon y Donovan.
En 1968, Báez viajó a Nashville, Tennessee para grabar dos discos. El primero, Any Day Now (1968), constó exclusivamente de canciones de Dylan, mientras que el segundo, David's Album (1969), fue grabado para su marido, David Harris, un prominente manifestante contra la guerra de Vietnam encarcelado por un delito de insumisión. Harris, seguidor de la música country, llevó a Báez al terreno del country rock, cuya influencia está presente en David's Album.
En 1968, publicó Daybreak, su primer libro de memorias, y un año después apareció en el Festival de Woodstock, que amplió su horizonte musical a un nivel más internacional con el documental Woodstock. A finales de la década, Báez comenzó a componer muchas de sus propias canciones, comenzando con «Sweet Sir Galahad» y «A Song for David», ambas grabadas en el álbum (I Live) One Day at a Time. La primera se inspiró en el segundo matrimonio de su hermana Mimi, mientras que la segunda es un homenaje a Harris. One Day at a Time, al igual que David's Album, incluyó un sonido más cercano al country.
El distintivo estilo vocal de Báez, unido a su activismo político, tuvieron un impacto significativo en la música popular. Fue una de las primeras cantantes en usar su popularidad como vehículo para la protesta social, cantanto y participando en marchas por los derechos civiles y por la paz. Al respecto, Báez fue considerada como «la cantautora de folk más consumada de la década de 1960». No obstante, su atractivo se extendió más allá de la música folk. De sus catorce álbumes con Vanguard, trece entraron en la lista general Billboard Pop Albums, once de los cuales fueron top 40, ocho top 20 y cuatro top 10.

### Década de 1970

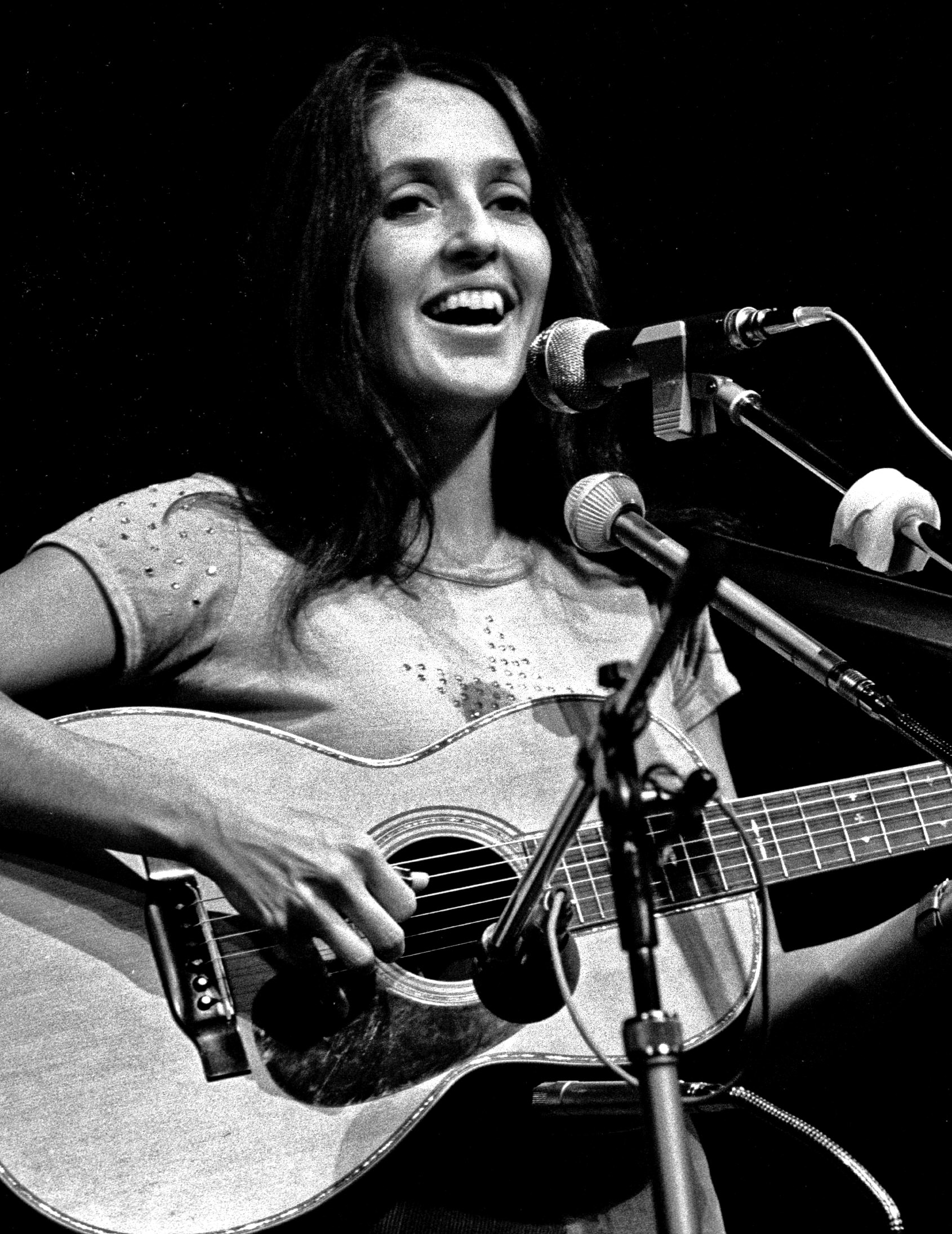
Joan Báez en 1973.

Después de once años con Vanguard, Báez decidió en 1971 cortar los lazos con la compañía que había publicado sus discos desde 1960. Su último trabajo para Vanguard fue Blessed Are..., que incluyó una versión del tema de The Band «The Night They Drove Old Dixie Down», top 10 en los Estados Unidos. Con Come from the Shadows (1972), Báez cambió a A&M Records, donde publicó seis álbumes y estuvo cuatro años.
Báez también compuso e interpretó «The Story of Bangladesh» en el Concert for Bangladesh organizado en el Madison Square Garden en 1971. La canción se basó en la represión del Ejército de Pakistán sobre estudiantes bengalíes en la Universidad de Daca el 25 de marzo de 1971, que inició la Guerra de Liberación de Bangladés. La canción fue más tarde retitulada «The Song of Bangladesh» y publicada en un álbum de Chandos Music en 1972.
Durante este periodo, volvió a reunirse con el compositor Peter Schickele para grabar dos canciones, «Rejoice in the Sun» y «Silent Running», para la película de ciencia ficción Silent Running. Ambas canciones fueron publicadas como sencillo por Decca Records. Su primer trabajo para A&M, Come from the Shadows, fue grabado en Nashville e incluyó una serie de composiciones más personales como «Love Song to a Stranger» y «Myths», así como colaboraciones con Mimi Fariña, John Lennon y Anna Marly.
En 1973 publicó el álbum Where Are You Now, My Son?, con una canción de 23 minutos que ocupó la cara B al completo del disco. En parte poema recitado y con sonidos registrados en cintas, la canción documentó la visita de Báez a Hanói, Vietnam del Norte en diciembre de 1972, en la cual sobrevivió a la Operation Linebacker II sobre Hải Phòng.
Su siguiente trabajo, Gracias a la vida, con canciones cantadas en español, obtuvo un notable éxito tanto en los Estados Unidos como en Latinoamérica. Un año después, Báez obtuvo su mayor éxito comercial con Diamonds & Rust, un álbum con un sonido más cercano al pop y cuyo sencillo «Diamonds & Rust», que relata su relación con Dylan, le otorgó su segundo top 10 en su país natal. Después de Gulf Winds (1976), un disco compuesto por canciones propias, y de From Every Stage, un álbum en directo, Báez abandonó A&M para fichar por CBS Records, donde publicó Blowin' Away (1977) y Honest Lullaby (1979).

### Décadas de 1980 y de 1990
En 1980, Báez recibió sendos doctorados honorarios en Letras de la Universidad de Antioch y de la Universidad Rutgers por su activismo político y por la «universalidad de su música». En 1981 Joan Baez viajó a Chile en ese momento gobernada bajo la dictadura de Augusto Pinochet a realizar un concierto que no se pudo realizar debido a que fue prohibido por las autoridades de la dictadura pinochetista. días después Joan Baez realizó un concierto semi clandestino en la capilla del colegio e iglesia Santa Gemita en Ñuñoa. De este concierto existe una grabación editada por el Sello Alerce. En 1983, participó en la gala de los premios Grammy, donde tocó la canción de Bob Dylan «Blowin' in the Wind». Báez también tuvo un papel significativo en el Live Aid al actuar como telonera del concierto ofrecido en Filadelfia. Además de tocar en el Live Aid, salió de gira en beneficio de varias causas humanitarias, incluyendo las giras A Conspiracy of Hope y Human Rights Now! de Amnistía Internacional.
Báez se encontró sin una discográfica que publicara su disco en directo Live Europe '83 en su país natal, solo editado en Europa y Canadá. No volvió a publicar en los Estados Unidos hasta el lanzamiento de su álbum Recently (1987) por Gold Castle Records. El mismo año, la cantante publicó And a Voice to Sing With, su segunda autobiografía, y viajó a Oriente Próximo para visitar el conflicto palestino-israelí.
En mayo de 1989, Báez tocó en el festival Bratislavská lýra de Checoslovaquia. Durante su estancia en el país, conoció al futuro presidente Václav Havel, a quien dejó que le llevara su guitarra para evitar que fuese arrestado por agentes del Gobierno comunista. Durante su actuación, también saludó a los miembros de la Carta 77, un grupo de disidentes proderechos humanos, lo cual provocó que su micrófono fuese apagado abruptamente. A pesar del boicot, Báez decidió cantar a capella para cerca de 4 000 personas. Havel citó a Báez como una gran inspiración e influencia durante la Revolución de Terciopelo, que derrocó al Gobierno comunista.
Báez grabó dos álbumes más con Gold Castle, Speaking of Dreams (1989) y Brothers in Arms (1991). Poco después, consiguió un contrato con Virgin Records, donde grabó Play Me Backwards (1992) poco antes de que la compañía fuese adquirida por EMI. Luego firmó un contrato con Guardian Records, con quien produjo un álbum en directo, Ring Them Bells (1995), y un disco de estudio, Gone From Danger (1997).
En 1993, por invitación de Refugees International y patrocinado por Soros Foundation, viajó a la región devastada de Bosnia y Herzegovina en un esfuerzo por ayudar a atraer la atención internacional. Fue la primera artista de renombre internacional en tocar en Sarajevo desde el estallido de las Guerras Yugoslavas. En octubre del mismo año, Báez se convirtió también en la primera artista importante en ofrecer un concierto en la Isla de Alcatraz, antigua prisión de la Agencia Federal de Prisiones estadounidense en San Francisco. El concierto fue en beneficio de la organización Bread and Roses de su hermana Mimi.

### Década de 2000

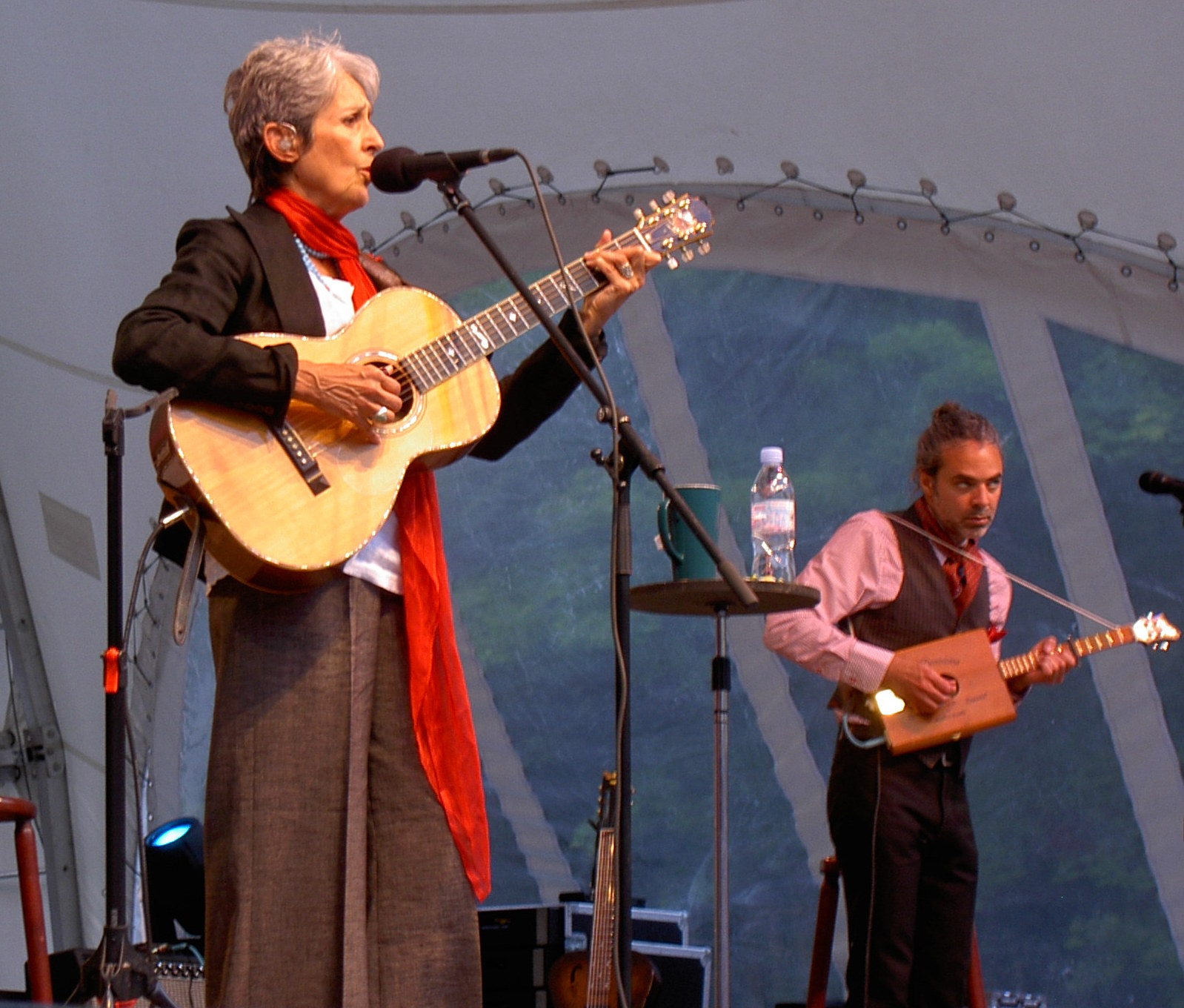
Joan Báez en concierto en 2007.

Desde 2000, Báez centró su carrera musical en las actuaciones en directo, grabando solo tres álbumes de estudio durante la década. En agosto de 2001, Vanguard reeditó los trece álbumes de Báez grabados entre 1960 y 1971 a través de la serie Original Master Series, con sonido remasterizado, nuevas notas y ensayos escritos por Arthur Levy. Dos años después, sus seis discos de A&M Records fueron también reeditados.
En 2003, Báez fue juez de la tercera edición del Independent Music Awards en apoyo de las carreras musicales de artistas independientes. Dark Chords on a Big Guitar, su primer álbum de la década, incluyó canciones de compositores contemporáneos, y un concierto ofrecido en el Bowery Ballroom de Nueva York fue grabado y publicado en el álbum Bowery Songs (2005).
En octubre de 2005, tocó en el Hardly Strictly Bluegrass Festival de San Francisco (California), y un año después se unió a Bruce Springsteen en su concierto en San Francisco para tocar «Pay Me My Money Down». En octubre de 2006, apareció como invitada especial en la ceremonia de apertura de la conferencia internacional Forum 2000 en Praga, República Checa. Durante la siguiente visita de Báez a Praga, en abril de 2007, se reencontró con Václav Havel y tocó en el Lucerna Hall, un edificio erigido por el abuelo de Havel.
En febrero de 2007, Proper Records reeditó su álbum en directo Ring Them Bells, que incluyó dúos con artistas desde Dar Williams a Mimi Fariña, pasando por Indigo Girls and Mary Chapin Carpenter. La reedición incluyó seis canciones en directo inéditas, entre ellas «Love Song to a Stranger», «You Ain't Goin' Nowhere», «Geordie» y «Gracias a la vida». El mismo año, Báez grabó un dueto de «Jim Crow» con John Mellencamp publicado en el álbum Freedom's Road, y recibió un Grammy a la carrera artística.
En 2008, publicó Day After Tomorrow, un nuevo álbum producido por Steve Earle con una mezcla de composiciones propias y versiones de otros artistas. Durante su gira europea, Báez participó en el Festival de Glastonbury y en el Festival de Jazz de Montreux.

### Década de 2010
En estos años Báez redujo sus presentaciones musicales y comenzó a mostrar públicamente su faceta de artista plástica a través del dibujo y la pintura.con conciencia social. En 2017 realizó su primera exhibición, Mischief Makers (Hacedores de travesuras), donde presentó retratos, entre ellos, un autorretrato y las figuras de Martin Luther King Jr., Aung San Suu Kyi, Bob Dylan, Vaclav Havel, John Lewis, Dalái lama como un niño, Malala Yousafzai, Maya Angelou o Dolores Huerta.

### Década de 2020
Entre diciembre de 2020 y febrero de 2021 realiza su segunda muestra plástica, Mischief Makers 2, con retratos de visionarios que lucharon por el cambio social de formas no violentas. Las obras que se presentan retratan a Anthony Fauci, Kamala Harris, Greta Thunberg, Ruth Bader Ginsburg, Michael Moore, Eleanor Roosevelt, Nelson Mandela, Emma González, Coretta Scott King, Bob Dylan, Patti Smith, Mahatma Gandhi joven y a sus padres.

### 2019: adiós a los escenarios en Madrid
Joan Báez anunció en 2019 su retirada de las actuaciones en vivo con su gira de despedida Fare Thee Well Tour, cuya última parada fue en el Teatro Real de Madrid el 28 de julio de dicho año .

## Activismo sociopolítico

### Movimiento por los derechos civiles
En 1956, Báez escuchó por primera vez a Martin Luther King, Jr. hablando sobre la no violencia, los derechos civiles y el cambio social. Varios años después, Báez y King se convirtieron en amigos, y la cantante participó en varias marchas sobre los derechos civiles organizadas por King.
En 1958 con diecisiete años, Báez cometió su primer acto de desobediencia civil como objetora de conciencia al negarse a abandonar una clase en la escuela de Palo Alto (California) en la que iba a organizarse un simulacro de ataque aéreo.
Los primeros años de la carrera de Báez vieron cómo el movimiento por los derechos civiles y políticos en los Estados Unidos se convertía en un tema destacado. Su interpretación de «We Shall Overcome», un himno de los derechos civiles compuesto por Pete Seeger y Guy Carawan, en la Marcha sobre Washington por el trabajo y la libertad la vinculó permanentemente a la canción. Báez cantó de nuevo «We Shall Overcome» en la Sproul Plaza durante el Movimiento Libertad de Expresión organizado en la Universidad de California en Berkeley.
Su grabación de la canción «Birmingham Sunday», compuesta por su cuñado Richard Fariña, fue utilizada al comienzo de 4 Little Girls, un documental de Spike Lee sobre los cuatro jóvenes que murieron en un atentado en la iglesia baptista de 16th Street perpetrado por el Ku Klux Klan.

### Guerra de Vietnam
Además de participar en marchas por los derechos civiles, Báez también mostró públicamente su oposición a la guerra de Vietnam. En 1964, apoyó públicamente la resistencia fiscal al retener un 60 % de sus impuestos sobre la renta en 1963. Un año después, fundó el Instituto para el Estudio de la No Violencia, junto a su mentor Sandperl, y alentó la insumisión durante sus conciertos. El Instituto se ramificó posteriormente en el Centro de Recursos para la No Violencia.
Báez fue arrestada en dos ocasiones en 1967, al bloquear la entrada del centro de reclutamiento de las Fuerzas Armadas de Estados Unidos en Oakland (California), por lo cual pasó un mes en prisión. Además, participó en protestas y marchas antibélicas como la organizada por el Comité del Desfile de la Paz de la Quinta Avenida, que comenzó con un desfile por la paz en marzo de 1966. También participó en un concierto gratuito en el Monumento a Washington en Washington D. C. que atrajo a más de 30 000 personas.
Durante las navidades de 1972, la cantante se unió a una delegación de paz en un viaje a Vietnam del Norte, tanto para conocer el estado de los derechos humanos en la región como para entregar correos a prisioneros de guerra. Durante su tiempo en el país, quedó atrapada por la operación Linebacker II en Hanói, durante la cual la ciudad fue bombardeada once días seguidos. Su preocupación por la violación de los derechos humanos en la Vietnam comunista la hizo cada vez más crítica con el Gobierno estadounidense y organizó una publicación en los cuatro principales periódicos estadounidenses el 30 de mayo de 1979 criticando la acción bélica.

### Derechos humanos
Báez fue decisiva en la fundación de la sección estadounidense de Amnistía Internacional en la década de 1970, organización con la cual ha seguido teniendo una colaboración activa. Su experiencia con la violación de los derechos humanos en Vietnam le llevó a fundar Humanitas International, su propio grupo de derechos humanos, cuyo foco apuntó sobre cualquier tipo de opresión, criticando indistintamente regímenes democráticos y totalitarios de corte fascista y comunista por igual. Bajo Humanitas, publicó una lista con la firma de intelectuales denunciando la violación de derechos humanos en Vietnam, lo que provocó que fuera atacada tanto por partidos de izquierda como por partidos de derechas. Báez soportó con estoicismo los ataques, que repercutieron en su carrera, y pocos años más tarde la misma gente que la había atacado salió a "denunciar" los horrores que se cometían en Vietnam.
En 1976, fue premiada con el premio Thomas Merton por su activismo en curso. En 1981, recorrió Chile, Brasil y Argentina, pero no pudo llevar a cabo ningún concierto por miedo a que su crítica por la violación de derechos humanos pudiese alcanzar a grandes masas. Durante su visita a los países latinoamericanos, fue puesta bajo vigilancia y sometida a amenazas de muerte. Al respecto, en Argentina, la dictadura llegó a colocar bombas en el hotel donde se hospedaba y la siguieron día y noche. En Chile, se reunió con las madres de los detenidos y desaparecidos, con víctimas de la dictadura y se convirtió en su voz cuando regresó a los Estados Unidos, donde presentó un informe en Washington D. C. There But for Fortune, un documental sobre la malograda gira, fue emitido en PBS en 1982.
En 1989, después de las protestas en la plaza de Tiananmén en Pekín, Báez escribió y publicó la canción «China» para condenar el régimen chino por la violenta y sangrienta represión sobre cientos de estudiantes que pedían el establecimiento de una Democracia. En un segundo viaje al Sureste asiático, Báez asistió en un esfuerzo por llevar comida y medicinas a las regiones occidentales de Camboya, y participó en la Conferencia Humanitaria de las Naciones Unidas sobre Kampuchea.
En diciembre de 2005, Báez cantó «Swing Low, Sweet Chariot» en una protesta en la prisión estatal de San Quentin contra la ejecución de Tookie Williams. En 1992, Báez había tocado la misma canción en una vigilia protesta contra la ejecución de Robert Alton Harris, el primer hombre ejecutado en California después de reinstaurar la pena de muerte. También prestó su imagen a la campaña de oposición contra la ejecución de Troy Davis en Georgia.
El 17 de julio de 2006, Báez recibió el Distinguished Leadership Awards de manos del Legal Community Against Violence. En el evento anual, fue honrada por una vida de trabajo contra todo tipo de violencia.

### Derechos LGBT
Báez también ha prestado su apoyo en la lucha por los derechos LGBT. En 1978, tocó en varios conciertos benéficos contra la Iniciativa Briggs, que proponía prohibir la educación de gais en las escuelas públicas de California. El mismo año, participó en homenajes a Harvey Milk, supervisor de la ciudad de San Francisco declarado abiertamente gay.
En la década de 1990, apareció con su amiga Janis Ian en un concierto benéfico del National Gay and Lesbian Task Force, una organización LGBT, y tocó en la marcha del orgullo gay de San Francisco. Además, compuso la canción «Altar Boy and the Thief», del álbum Blowin' Away (1977), como dedicatoria a sus seguidores homosexuales.

### Guerra de Irak
A comienzos de 2003, Báez participó en dos mítines ante cientos de miles de personas en San Francisco (California) como protesta por la invasión estadounidense de Irak, de forma similar a lo que había realizado en 1991 para protestar contra la guerra del Golfo. En agosto del mismo año, fue invitada por Emmylou Harris y Steve Earle al Concert for a Landmine-Free World, un concierto organizado en Londres, Reino Unido.
En el verano de 2004, Báez se unió a la gira de Michael Moore Slacker Uprising Tour en campus universitarios estadounidenses, donde alentó a los jóvenes a votar por candidatos pacifistas en las siguientes elecciones presidenciales. En agosto de 2005, apareció en una protesta pacifista en Texas iniciada por Cindy Sheehan.

### Lucha contra la pobreza
El 23 de mayo de 2006, Báez volvió a unirse a Julia Hill en una sentada en un árbol gigante en South Central Farm, en un barrio pobre del centro de Los Ángeles (California). Baez y Hill fueron izadas a lo alto del árbol, donde permanecieron durante una noche. Las mujeres, además de otros activistas y celebridades, protestaron contra el desalojo inminente de una comunidad de agricultores y la demolición del sitio, el mayor parque urbano del Estado. Debido a que muchos de los agricultores eran inmigrantes centroamericanos, Báez interpretó varias canciones de su álbum Gracias a la vida, cantadas en español, incluyendo el tema «No nos moverán».

## Vida personal

### Bob Dylan
Báez conoció a Bob Dylan en el Gerde's Folk City de Nueva York en 1961. En aquel tiempo, Báez había publicado su primer álbum y su popularidad como «reina del folk» era creciente. En un comienzo, la cantante no se sintió especialmente impresionada con el «hillbilly urbano», pero sí con una de sus primeras composiciones, «Song to Woody», y le comentó que le gustaría grabarla.

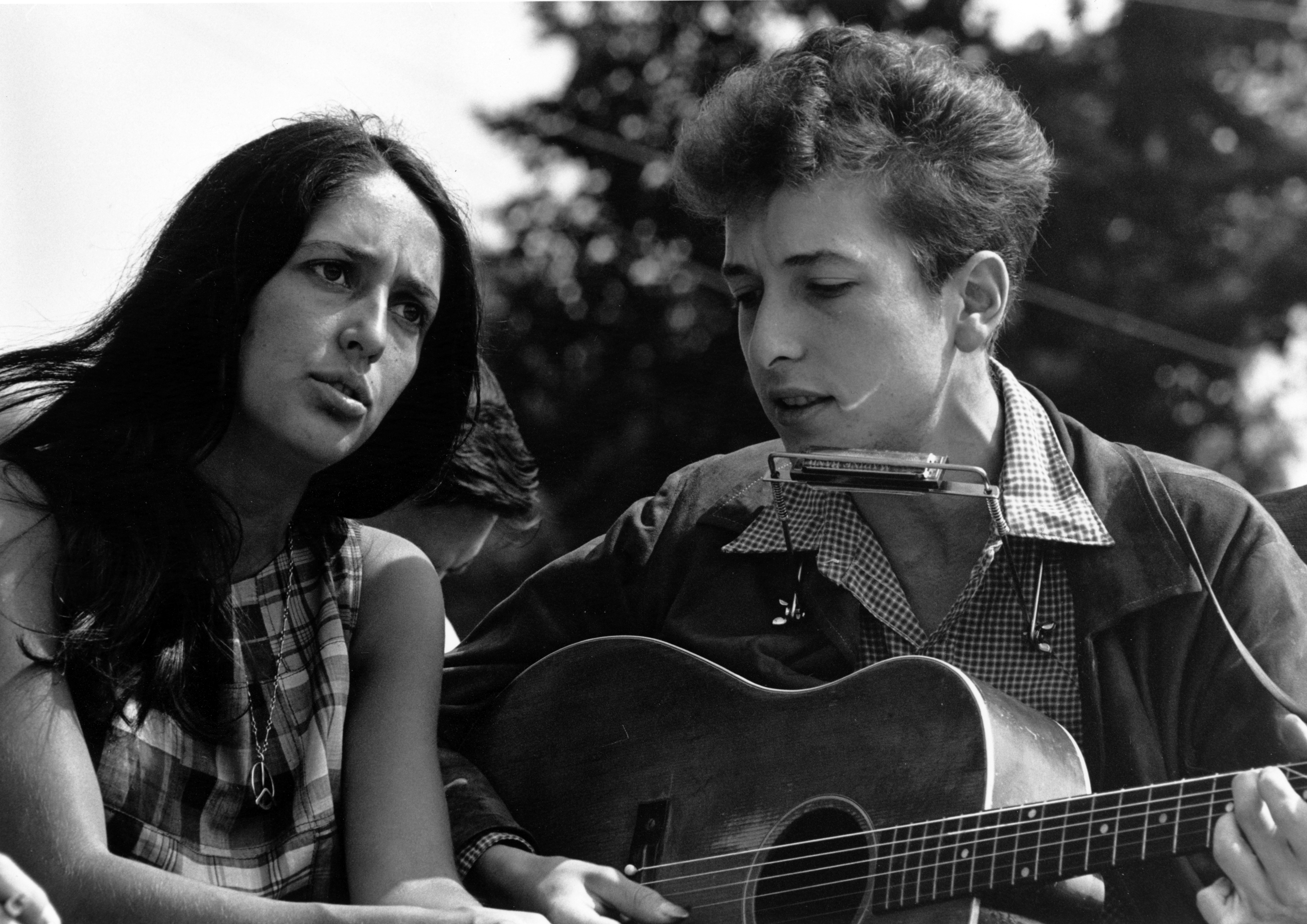
Joan Báez con Bob Dylan en la marcha sobre Washington por el trabajo y la libertad en agosto de 1963.

En un principio, Dylan se mostró más interesado por Mimi, la hermana menor de Joan, pero bajo el escrutinio de los medios que comenzó a rodearlos, su amistad se volvió algo más. En 1963, Báez ya había publicado tres álbumes, dos de los cuales fueron certificados discos de oro, e invitó a Dylan a que tocase con ella en el escenario del Festival de Folk de Newport. Ambos cantaron el tema de Dylan «With God on Our Side», una actuación que preparó el escenario para más dúos similares en los meses y años por venir. Normalmente, mientras estaba de gira, Báez solía invitar a Dylan a que cantase con ella en el escenario.
Durante la época en la que Dylan salió de gira por el Reino Unido en 1965, su relación había comenzado lentamente a fracasar, después de estar involucrados en una relación romántica durante casi dos años. La gira y la desintegración simultánea de su relación sentimental quedó reflejada en el documental de D.A. Pennebaker Don't Look Back (1967).
Después de varios años sin coincidir públicamente, Báez volvió a encontrarse con Dylan en la gira Rolling Thunder Revue en 1975. Báez, que se enmarcó en la gira, cantó cuatro canciones con Dylan en el álbum The Bootleg Series Vol. 5: Bob Dylan Live 1975, The Rolling Thunder Revue, publicado en 2002. Báez apareció también en el especial televisivo Hard Rain, filmado en Fort Collins (Colorado) en mayo de 1976, y actuó como «la mujer de blanco» en la película Renaldo and Clara (1978), dirigida por Dylan y filmada durante la gira. Dylan y Báez volvieron a salir juntos de gira en 1984 junto a Carlos Santana. La cantante también discutió su relación con Dylan en el documental de Martin Scorsese No Direction Home y en el especial de PBS How Sweet the Sound (2009), que relata la carrera de Báez.
Báez compuso al menos tres canciones sobre Dylan. En «To Bobby», escrita en 1972, instó a Dylan a regresar al activismo político, mientras que en «Diamonds & Rust», volvió a visitar sus sentimientos hacia él en términos directos. «Winds of the Old Days», también incluida en Diamonds & Rust, es una reminiscencia agridulce sobre su relación con Dylan. Por el contrario, las referencias a Báez en las canciones de Dylan son menos claras, y Báez ha sugerido ser el sujeto de «Visions of Johanna» y «Mama, You Been on My Mind», aunque la última trataba más probablemente sobre su relación con Suze Rotolo.

### David Harris
En octubre de 1967, Báez y su madre, junto a otras setenta mujeres, fueron arrestadas en el centro de reclutamiento de las Fuerzas Armadas de Estados Unidos en Oakland (California) por bloquear la entrada y prevenir la entrada de jóvenes, como crítica del servicio militar. Fueron encarceladas en la Santa Rita Jail, donde conoció a David Harris, quien a pesar de estar en la cárcel de hombres, visitó con frecuencia a la cantante.
Los dos crearon un estrecho vínculo después de su liberación y Báez se mudó a su comuna en las colinas de Stanford (California). La pareja se conoció durante tres meses, antes de decidir contraer matrimonio. Después de confirmar la noticia a Associated Press, los medios de comunicación comenzaron a dedicar más cobertura mediática a la inminente boda. Después de encontrar un predicador pacifista, una iglesia equipada con símbolos pacifistas y escribir unos votos episcopalianos y cuáqueros, Báez y Harris contrajeron matrimonio en Nueva York el 26 de marzo de 1968. Su amiga Judy Collins cantó en la ceremonia, y después, la pareja se mudó a una casa en Los Altos Hills, en una tierra llamada Struggle Mountain, parte de una comuna, donde crearon jardines y se convirtieron al vegetarianismo.
Poco tiempo después, Harris rechazó ser reclutado en la Armada y fue acusado de insumisión. El 16 de julio de 1969, Harris fue arrestado y llevado a prisión. En los meses siguientes, Báez se mostró en público visiblemente embarazada, más notablemente en el Festival de Woodstock, donde tocó varias canciones. La siguiente gira de Báez fue recibida con reseñas positivas de la revista Time y de The New York Times.
Gabriel, el hijo de la pareja y el único de la artista, nació en diciembre de 1969. Harris fue liberado de la prisión de Texas tras quince meses, pero su relación comenzó a deteriorarse y la pareja se divorció amistosamente en 1973. Báez y Harris compartieron la custodia de Gabriel, que vivió principalmente con su madre. Sobre el divorcio, Báez escribió en su autobiografía: «Estoy hecha para vivir sola». Báez y Harris mantuvieron una relación amistosa con los años, y volvieron a reunirse ante las cámaras en el documental American Series de la PBS.

### Steve Jobs
A inicios de la década de 1980, Báez fue novia del empresario Steve Jobs, cofundador de Apple Computer. Se dice que Jobs había pensado ofrecerle matrimonio, si bien ella ya no podría tener más hijos. Báez hizo referencia a Jobs en sus memorias de 1987, And a Voice to Sing With, y también cantó en su funeral en 2011; poco antes, Jobs la había ido a visitar.

## En el cine
Sus actuaciones en grandes festivales fueron registradas en Woodstock, Newport o Monterrey.
Fue la intérprete de "Rejoice in the Sun", canción escrita por Diane Lampert y Peter Schickele en 1972 para la película Silent Running (Naves misteriosas), en la que las extinciones masivas de plantas y animales han eliminado toda la biodiversidad del planeta Tierra y los últimos bosques y fauna supervivientes han sido preservados en "biocúpulas" enviadas al espacio exterior.
También participó de la famosa película Fame cantando en vivo Blowin' in the Wind y con la misma canción formó parte de la banda de sonido de otra famosa película: Forrest Gump con Tom Hanks. Participó muchas veces en El Show de los Muppets.
Hacia 2009 se estrenó en el Festival de Cine de Toronto, Canadá,un documental sobre su vida titulado How Sweet The Sound.
Joan Baez. I am a noise, es un documental de 2024 que recorre su vida mientras la sigue en su gira musical de 2018/2019.

## Discografía
| - 1960: Joan Baez - 1961: Joan Baez, Vol. 2 - 1962: Joan Baez in Concert (en directo) - 1963: Joan Baez in Concert, Part 2 (en directo) - 1964: Joan Baez/5 - 1965: Farewell, Angelina - 1966: Noël - 1967: Joan - 1968: Baptism: A Journey Through Our Time - 1968: Any Day Now - 1969: David's Album | - 1970: One Day at a Time - 1971: Carry It On (banda sonora) - 1971: Blessed Are... - 1972: Come from the Shadows - 1973: Where Are You Now, My Son? - 1974: Gracias a la vida - 1975: Diamonds & Rust - 1976: From Every Stage (en directo) - 1976: Gulf Winds - 1977: Blowin' Away - 1979: Honest Lullaby | - 1981: Joan Báez en Chile (en directo) concierto semi clandestino con mal sonido pero un disco altamente coleccionable - 1984: Live Europe '83 (en directo) - 1987: Recently - 1988: Diamonds & Rust in the Bullring (en directo) - 1989: Speaking of Dreams - 1992: Play Me Backwards - 1995: Ring Them Bells (en directo) - 1997: Gone From Danger - 2003: Dark Chords on a Big Guitar - 2005: Bowery Songs (en directo) - 2008: Day After Tomorrow - 2018: Whistle Down the Wind |